# Matthias Witthaus
Matthias Witthaus (* 11. Oktober 1982 in Oberhausen) ist ein deutscher ehemaliger Hockeyspieler und heutiger -trainer. Der Angreifer war Rekordnationalspieler der deutschen Hockeynationalmannschaft und gewann bei den Olympischen Spielen 2008 und 2012 die Goldmedaille.

## Leben
Witthaus wuchs in Ratingen auf. Er begann seine Hockeylaufbahn 1988 beim  HTC Uhlenhorst Mülheim. Weitere Stationen in seiner Karriere waren der Bundesligist Crefelder HTC und Atletico Terrassa. Mit Terrassa wurde er spanischer Meister. Danach spielte Witthaus beim Crefelder HTC, mit dem er 2006 deutscher Meister wurde. Im Herbst 2008 wechselte er zurück zu Atletico Terrassa, mit denen er 2009 in der Euro Hockey League spielte. 2009 ging er zum Real Club de Polo de Barcelona, mit dem er das Europokal-Halbfinale erreichte. 2010 wechselte er zum Mannheimer HC. Derzeit ist Witthaus in der ersten Herrenmannschaft des Hamburger Polo Club als Spielertrainer sportlich aktiv.
Matthias Witthaus gab sein Debüt in der deutschen Hockeynationalmannschaft am 3. Juni 1999 während eines Freundschaftsspiels gegen Belgien in Krefeld. Damit ist Witthaus der jüngste Spieler, der jemals für die deutsche Hockeynationalmannschaft gespielt hat und zudem der jüngste Spieler, der ein Tor erzielen konnte. Bei den Olympischen Spielen 2000 in Sydney wurde er mit der deutschen Mannschaft Fünfter. Zwei Jahre danach wurde er Hockey-Weltmeister.
2003 konnte Witthaus mit dem Nationalteam gleich drei Titel gewinnen, die Halleneuropameisterschaft, die Hallenweltmeisterschaft und die Europameisterschaft. Bei den Olympischen Spielen 2004 in Athen gewann er die Bronzemedaille. Den gleichen Platz errang die Mannschaft im folgenden Jahr bei den Europameisterschaften. Bei der Weltmeisterschaft 2006 in Deutschland wurde Witthaus zum zweiten Mal Hockey-Weltmeister.
In Peking bei den Olympischen Spielen 2008 gewann Witthaus mit der deutschen Mannschaft im Endspiel gegen Spanien mit 1:0 und wurde Olympiasieger. Er war 2009 Europameisterschaftszweiter hinter England. Im Februar 2011 gehörte er zum erfolgreichen Team bei der Hallenhockey-Weltmeisterschaft 2011. Im August 2011 siegte die deutsche Mannschaft bei der Feldhockey-Europameisterschaft in Mönchengladbach im Finale gegen die Niederlande. 2012 wurde Witthaus Halleneuropameister. Bei seinem letzten Spiel im Nationaldress gewann er mit der deutschen Mannschaft im Finale der Olympischen Spiele in London mit 2:1 gegen die Niederlande.
Witthaus absolvierte 364 Länderspiele, davon 29 in der Halle. Mit seinem 350. Länderspiel löste er 2012 Philipp Crone als Rekordnationalspieler ab. 2002 und 2008 wurde er mit dem Silbernen Lorbeerblatt ausgezeichnet. Er studierte in Köln Sportwissenschaft, 2012 schloss er mit Diplom ab.
Nach seiner aktiven Karriere wurde er Hockeytrainer beim Hamburger Polo Club, den er innerhalb von vier Jahren 2018 in die  Bundesliga führte.